# Rico Abreu
Rico Abreu (St. Helena, Kalifornia, 1992. január 30. –) amerikai autóversenyző. 2015-ben debütált a NASCAR K&N Pro Series East sorozatban, a HScott Motorsports 98-as rajtszámú autóját vezeti. Édesapja portugál, édesanyja olasz.